# Atelopus subornatus
Espèce
Synonymes
- Atelopus flaviventris Werner, 1899
- Atelopus echeverrii Rivero & Serna, 1985

Statut de conservation UICN

 CR A3ce : 
En danger critique
Atelopus subornatus est une espèce d'amphibiens de la famille des Bufonidae.

## Répartition
Cette espèce est endémique du département de Cundinamarca en Colombie. Elle se rencontre dans les municipalités de Sibaté et de Fusagasugá entre 2 300 et 2 800 m d'altitude sur le versant Ouest de la cordillère Orientale.

## Publication originale
- Werner, 1899 : Über Reptilien und Batrachier aus Columbien und Trinidad. Verhandlungen der Zoologisch-Botanischen Gesellschaft in Wien, vol. 49, p. 470–484 (texte intégral).